# Unione Sportiva Olbia 1968-1969
Questa voce raccoglie le informazioni riguardanti l'Unione Sportiva Olbia nelle competizioni ufficiali della stagione 1968-1969.

## Rosa
| N. |                   | Ruolo | Calciatore         |
| -- | ----------------- | ----- | ------------------ |
|    | Italia (bandiera) | D     | Nedo Bernardi      |
|    | Italia (bandiera) | P     | Giuliano Betella   |
|    | Italia (bandiera) | A     | Vittorio Bruni     |
|    | Italia (bandiera) | C     | Mario Cancellieri  |
|    | Italia (bandiera) | C     | Angelo Caocci      |
|    | Italia (bandiera) | D     | Luciano Cerutti    |
|    | Italia (bandiera) | A     | Enrico Favilli     |
|    | Italia (bandiera) | C     | Roberto Frenati    |
|    | Italia (bandiera) | C     | Gian Carlo Hellies |

| N. |                   | Ruolo | Calciatore         |
| -- | ----------------- | ----- | ------------------ |
|    | Italia (bandiera) | C     | Franco Marongiu    |
|    | Italia (bandiera) | D     | Benvenuto Misani   |
|    | Italia (bandiera) | A     | Benedetto Pasqua   |
|    | Italia (bandiera) | D     | Pinuccio Petta     |
|    | Italia (bandiera) | C     | Alessandro Santini |
|    | Italia (bandiera) | C     | Giovanni Secchi    |
|    | Italia (bandiera) | C     | Bruno Selleri      |
|    | Italia (bandiera) | P     | Moriano Tampucci   |
|    | Italia (bandiera) |       | Daniele Zanotto    |